# Менес из Пеллы
Менес (др.-греч. Μένης; IV век до н. э.) — македонский сатрап, финансовый администратор Александра Македонского.

## Биография
По свидетельству Арриана, Менес, сын Дионисия, служил в армии Александра и после битвы при Иссе, произошедшей в 333 году до н. э., стал одним из соматофилаков (телохранителей) вместо Балакра, назначенного на пост сатрапа Киликии.
В 331 году до н. э. после занятия Суз Менесу как гипарху Сирии, Финикии и Киликии было передано три тысячи талантов, часть из которых была предназначена для отсылки Антипатру, воющему со спартанцами под предводительством Агиса III.
В 330 году до н. э. во время своего пребывания в Экбатанах Александр отпустил домой воинские контингенты, предоставленные ему Коринфским союзом, а также фессалийскую конницу. Менесу было поручено переправить их морем на Эвбею.
Согласно Диодору, Менес и Аполлодор были назначены «стратегами Вавилона и всех сатрапий до Киликии», а, по словам Курция Руфа, Менес «управлял Вавилонской областью». Также Александр передал тысячу талантов с приказом набрать как можно больше наёмников.
Ф. Шахермайр охарактеризовал Менеса в качестве одного из «занимавшихся финансами четырёх казначеев, ответственных также за коммуникации и снабжение армии». По мнению учёного, эти управляющие не находились в прямой зависимости от сатрапов. По замечанию, В. Геккеля, имя преемника Менеса исторические источники не сообщают. Поэтому, возможно, эта должность, при которой финансовое управление приморскими областями было сосредоточено в одних руках, была учреждена Александром изначально лишь на некоторое время.

### Первичные источники
- Арриан. Анабасис Александра (II.12.2, III.16.9, 19.6)
- Диодор Сицилийский. Историческая библиотека (XVII.64.5)
- Квинт Курций Руф. История Александра Великого Македонского (V.1.43)

### Исследования
- Шахермайр Ф. Александр Македонский. — М., 1984. С. 173, 328.
- Heckel W. Who’s Who in the Age of Alexander the Great: Prosopography of Alexander’s Empire. — P. 179. — ISBN 9781405154697.